# Les senyoretes de Wilko
Les senyoretes de Wilko (títol original en polonès: Panny z Wilka) és una pel·lícula polonesa dirigida per Andrzej Wajda, adaptació de la novel·la homònima de Jarosław Iwaszkiewicz, estrenada el 1979. Ha estat doblada al català.

## Argument
Anys 20, Wiktor Ruben, un veterà de la Primera Guerra Mundial, torna al poble de les seves vacances infantils. Allà, a casa dels seus oncles, retrobarà una família formada gairebé únicament per dones: totes el van estimar, però ell només en va estimar una, que va morir durant la guerra. Totes se senten desil·lusionades amb les seves vides i amb els seus marits, i l'arribada de Wiktor les obligarà a enfrontar-se amb el seu passat.

## Repartiment
- Daniel Olbrychski: Wiktor Ruben
- Anna Seniuk: Julcia
- Maja Komorowska: Jola
- Stanislawa Celinska: Zosia
- Krystyna Zachwatowicz: Kazia
- Christine Pascal: Tunia
- Zbigniew Zapasiewicz: marit de Julcia
- Zofia Jaroszewska: tia de Wiktor
- Tadeusz Bialoszczynski: oncle de Wiktor
- Paul Guers: marit de Jola
- Kazimierz Brodzikowski: Butler
- Andrzej Grzybowski
- Filip Jasienski: fill de Kazia
- Witold Kaluski
- Jolanta Kozak-Sutowicz
- Andrzej Lapicki: Doctor
- Halina Michalska
- Kazimierz Orzechowski: Capellà
- Edward Ozana
- Alina Rostkowska
- Barbara Stepniakówna
- Anna Wachnicka: filla de Julcia
- Malgorzata Wachnicka: filla de Julcia